# Sveti Jure
Sveti Jure (góra Świętego Jerzego) – szczyt o wysokości 1762 m n.p.m., w paśmie Biokovo w Górach Dynarskich. Najwyższy punkt Biokova i druga co do wysokości góra Chorwacji (po Vrh Dinare). Zlokalizowany blisko wybrzeża Adriatyku, niedaleko Makarskiej.
W połowie drogi na szczyt Sveti Jure znajduje się Skywalk Biokovo – szklany taras widokowy, z którego rozpościera się panorama na Riwierę Makarską, wyspy Hvar i Brač, a także na półwysep Pelješac.